# Горький (Краснодарский край)
Го́рький — посёлок в Новопокровском районе Краснодарского края. Входит в состав Новопокровского сельского поселения.

## География
Назван по Горькой балке (приток Еи). Расположен в 6 км к северу от Новопокровской.

## История
Основан как посёлок Горьковский в 1877 году.

## Население
| 2002 | 2010 |
| ---- | ---- |
| 3    | ↘2   |